# Hexâmetro dactílico
Hexâmetro datílico (AO 1945: dactílico) (do grego: εξ, héx, "seis", e μέτρον, métron, "medida(s)") ou hexâmetro heróico é uma forma de métrica poética ou esquema rítmico. É tradicionalmente associado à poesia épica, tanto grega quanto latina, como por exemplo a Ilíada e a Odisseia de Homero e a Eneida de Virgílio. É a mais antiga e importante forma usada na poesia épica da Grécia Antiga.

O dactílico se assemelha à forma de um dedo, com uma sílaba longa seguida por duas curtas

## Dactílico
A origem do nome “dactílico” é a palavra grega “dactilus”, “dedo”, e faz alusão a um dedo: a primeira falange é longa e as duas seguintes breves, analogamente à sequência de sílabas longas e breves no verso.
Enquanto o poema moderno procura estabelecer uma relação harmoniosa entre figuras de linguagem imagéticas e sonoras (dentre as quais a rima se destaca), o poema grego clássico buscava mobilizar ritmos ao verso composto. Dessa forma, o poema épico era uma série de arranjos entre sílabas breves e longas (as quais não existem no português contemporâneo e frequentemente são substituídas pelas sílabas tônicas em suas traduções em verso). Por meio de artifícios rítmicos, os poemas épicos produziam musicalidade em sua declamação, o que angariava valor laborioso ao poeta e prendia a atenção do público com mais facilidade.
Os versos ritmados foram extensivamente usados pelos gregos nas epopeias, nos poemas líricos e nos gêneros teatrais de então (dos quais é possível destacar a tragédia e a comédia). Raramente os versos eram escritos. E, quando o eram, dificilmente possuíam caráter meramente poético. A função do poema, podia ser, por exemplo, decorativa (uma vez que existem evidências de que eles poderiam adornar vasos, paredes, praças, etc.)
A publicação de um poema era feita por meio da oralidade. Eles eram decorados e recitados em pátios públicos e festividades em geral.
A poesia grega usava metros distintos, combinações de sílabas longas (l) e breves (b). Estas formava uma estrutura básica dos versos, chamados pés. Cada pé era constituído pela sucessão de longas e breves e comportava dois "tempos", um mais elevado e um mais baixo. A sucessão padronizada de pés emprestava ao verso um ritmo característico, lento e solene, ou vivaz e agitado, e assim por diante. O site Grécia Antiga descreve que os pés mais importantes:
dáctilo: l b b 

anapesto: b b l 

iambo: b l 

troqueu: l b 

espondeu: l l 

peon: l b l 

Variações destes eram também comumente utilizadas. A substituição de um pé dáctilo por um pé espondeu, por exemplo, era bastante frequente. Os dois tipos mais antigos de metro são o hexâmetro e o iambo. Uma das mais antigas inscrições gregas conhecidas, a da taça de Nestor, tem três versos, sendo o primeiro um iambo e os dois outros, hexâmetros... Os poetas escolhiam os ritmos de seus versos segundo o efeito que desejavam produzir. Nas comédias, por exemplo, usava-se muito os versos iâmbicos, que se assemelhavam bastante à fala durante uma conversação comum. Na poesia épica, a mais antiga forma conservada de poesia grega, a preferência recaía sobre o hexâmetro dactílico, de efeito lento e solene. A poesia épica ou epopeia tem geralmente uma certa extensão e relata aventuras heroicas — míticas ou históricas — em estilo elevado.
O hexâmetro dactílico (ou "heroico"), constituía-se essencialmente de seis pés dactílicos ou seus equivalentes espondeus, cada um com um elemento bem marcado e outro mais fraco; o "tempo" bem marcado correspondia sempre a uma sílaba longa, e o "tempo" fraco a uma sílaba longa ou duas breves. Havia geralmente uma "pausa" ou cesura no meio do verso (terceiro pé), de modo a permitir a respiração do declamador...
Eis a estrutura métrica do primeiro verso da Ilíada de Homero, composto por volta de -750:
Um dáctilo (dactilus, em grego “dedo”) é uma sequência de três sílabas poéticas, a primeira longa e as duas seguintes breves. Portanto, o verso hexâmetro dactílico ideal consiste de seis (do grego hexa) pés, sendo cada um dáctilo. Tipicamente, porém, o último pé do verso não é um dáctilo, mas sim um espondeu ou um troqueu, ou seja, a penúltima sílaba é sempre longa e a última silaba pode ser breve ou longa.
Na realidade, é difícil dispor as palavras nesta métrica, então poetas podem substituir os dáctilos por espondeus, que são pés com duas sílabas longas. Tradicionalmente o quinto pé em um verso é um dáctilo verdadeiro. Cerca de uma linha em vinte de Homero tem um espondeu no quinto pé. Esta linha é conhecida como espondaica. Uma linha de hexâmetro dactílico pode ser diagramada da seguinte maneira (Note que “¯” é uma sílaba longa, “u” é uma sílaba breve e “U” pode ser uma longa ou duas breves):
¯ U | ¯ U | ¯ U | ¯ U | ¯ u u | ¯ ¯